# JR貨物UT14K形コンテナ
UT14K形コンテナ（UT14Kがたコンテナ）は、日本貨物鉄道（JR貨物）輸送用として籍を編入している、20 ft形の私有コンテナ（タンクコンテナ）である。

## 概要
本形式の数字部位 「 14 」は、コンテナの容積を元に決定される。このコンテナ容積14 m3の算出は、厳密には端数四捨五入計算の為に、内容積13.5 m3 - 14.4 m3の間に属するコンテナが対象となる。
また形式末尾のアルファベット一桁部位 「 K 」は、恒常的に鉄道輸送するISO 668規格の国際海上コンテナを私有化した、危険品タンクコンテナに付与されている。

## 特記事項
もともと、国際的なタンクコンテナの内容物は、液体又は気体類である。従って、海上コンテナ由来の本コンテナでは、日本国内仕様の鉄道用私有タンクコンテナにみられるような粉末又は、粒状貨物類は積載できない。
また海上輸送危険物用タンクコンテナへ積荷を充填する際の注意点は、原則として充填率80 %以上、95 %以内に収める規定として、国連機関で定めている危険物輸送の規則（IMDG ＝ International Maritime Dangerous Goods Code）がある。

## 番台毎の概要

### 95000番台
95001
日本石油輸送所有、シリコーン溶液専用（化成品表記＝93）。※アクリル酸メチル専用としての登録期間あり。最大総重量13.2 t。タンク保護枠付き四角形外観。2段積可能。海上コンテナ専用タイプコード (20 T6)。
※国際海上コンテナ由来のタンクコンテナとしては、珍しくフォークリフト荷役用のフォークポケットが装備されている。ただし、背丈が約2.4mと通常より十数数センチ程低くコンテナ容姿が軽量級と見誤り、フォークリフトによる荷役事故防止のためにフォークポケット部位には「5tフォーク使用禁止」の標記がある。
95002 - 95004【3個】
日本石油輸送所有、エタノール専用。最大総重量13.4 t。タンク保護枠付き四角形外観。2段積可能。海上コンテナ専用タイプコード (20T6)。
※JR形式登録とはなっているものの鉄道輸送の実績はなく、事実上のタンクローリー代用としてのトレーラー専用輸送用。
95005
日本石油輸送所有、アクリル酸ブチル専用。最大総重量13.5 t。タンク保護枠付き四角形外観。2段積可能。海上コンテナ専用タイプコード (20T6)。
※国際海上コンテナ由来のタンクコンテナとしては、珍しくフォークリフト荷役用のフォークポケットが装備されている。ただし、背丈が約2.4mと通常より十数数センチ程低くコンテナ容姿が軽量級と見誤り、フォークリフトによる荷役事故防止のためにフォークポケット部位には「5tフォーク使用禁止」の標記がある。
95006
日本石油輸送所有、絶縁油専用（化成品表記＝93）。最大総重量13.5 t。タンク保護枠付き四角形外観。2段積可能。海上コンテナ専用タイプコード (20T6)。
※国際海上コンテナ由来のタンクコンテナとしては、珍しくフォークリフト荷役用のフォークポケットが装備されている。ただし、背丈が約2.4mと通常より十数数センチ程低くコンテナ容姿が軽量級と見誤り、フォークリフトによる荷役事故防止のためにフォークポケット部位には「5tフォーク使用禁止」の標記がある。
95007
日本石油輸送所有、MFDG-S専用（化成品表記＝93）。最大総重量13.5 t。タンク保護枠付き四角形外観。2段積可能。海上コンテナ専用タイプコード (20T6)。
※国際海上コンテナ由来のタンクコンテナとしては、珍しくフォークリフト荷役用のフォークポケットが装備されている。ただし、背丈が約2.4mと通常より十数数センチ程低くコンテナ容姿が軽量級と見誤り、フォークリフトによる荷役事故防止のためにフォークポケット部位には「5tフォーク使用禁止」の標記がある。
95008 ・ 95009【2個】
日本石油輸送所有、アセトン溶液専用（化成品表記＝燃31）。最大総重量13.2 t。タンク保護枠付き四角形外観。2段積可能。海上コンテナ専用タイプコード (20 K2)。
※国際海上コンテナ由来のタンクコンテナとしては、珍しくフォークリフト荷役用のフォークポケットが装備されている。ただし、背丈が約2.4mと通常より十数数センチ程低くコンテナ容姿が軽量級と見誤り、フォークリフトによる荷役事故防止のためにフォークポケット部位には「5tフォーク使用禁止」の標記がある。
95010
日本石油輸送所有、MFG-NS専用（化成品表記＝燃30）。最大総重量13.5 t。タンク保護枠付き四角形外観。2段積可能。海上コンテナ専用タイプコード (20T6)。
※国際海上コンテナ由来のタンクコンテナとしては、珍しくフォークリフト荷役用のフォークポケットが装備されている。ただし、背丈が約2.4mと通常より十数数センチ程低くコンテナ容姿が軽量級と見誤り、フォークリフトによる荷役事故防止のためにフォークポケット部位には「5tフォーク使用禁止」の標記がある。
95011
日本石油輸送所有、TBA溶液専用（化成品表記＝燃31）。最大総重量13.2 t。タンク保護枠付き四角形外観。2段積可能。海上コンテナ専用タイプコード (20K2)。
※国際海上コンテナ由来のタンクコンテナとしては、珍しくフォークリフト荷役用のフォークポケットが装備されている。ただし、背丈が約2.4mと通常より十数数センチ程低くコンテナ容姿が軽量級と見誤り、フォークリフトによる荷役事故防止のためにフォークポケット部位には「5tフォーク使用禁止」の標記がある。
95012
日本石油輸送所有、イソプロピルアルコール専用（化成品表記＝燃31）。最大総重量13.5 t。タンク保護枠付き四角形外観。2段積可能。海上コンテナ専用タイプコード (20T6)。
※国際海上コンテナ由来のタンクコンテナとしては、珍しくフォークリフト荷役用のフォークポケットが装備されている。ただし、背丈が約2.4mと通常より十数数センチ程低くコンテナ容姿が軽量級と見誤り、フォークリフトによる荷役事故防止のためにフォークポケット部位には「5tフォーク使用禁止」の標記がある。
95013
日本石油輸送所有、MFG-NS専用（化成品表記＝燃30）。最大総重量13.5 t。タンク保護枠付き四角形外観。2段積可能。海上コンテナ専用タイプコード (20K2)。
※国際海上コンテナ由来のタンクコンテナとしては、珍しくフォークリフト荷役用のフォークポケットが装備されている。ただし、背丈が約2.4mと通常より十数数センチ程低くコンテナ容姿が軽量級と見誤り、フォークリフトによる荷役事故防止のためにフォークポケット部位には「5tフォーク使用禁止」の標記がある。
95014
日本石油輸送所有、NAS-4専用（化成品表記＝燃31）。最大総重量13.5 t。タンク保護枠付き四角形外観。2段積可能。海上コンテナ専用タイプコード (20K2)。
※国際海上コンテナ由来のタンクコンテナとしては、珍しくフォークリフト荷役用のフォークポケットが装備されている。ただし、背丈が約2.4mと通常より十数数センチ程低くコンテナ容姿が軽量級と見誤り、フォークリフトによる荷役事故防止のためにフォークポケット部位には「5tフォーク使用禁止」の標記がある。

## 外部サイト
- コンテナの絵本
- コンテナ日和